# 小行星5792
小行星5792（英語：5792 Unstrut）是一颗围绕太阳公转的小行星。1964年1月18日，佛蒙特·伯根在陶腾堡发现了此天体。
这颗小行星的绝对星等为284.3439923987564等。